# فیلد gecos
فیلد gecos یا GECOS مدخلی در فایل /etc/passwd در سیستم‌عامل‌های مبتنی بر یونیکس است. این فایل معمولاً برای ثبت کردن اطلاعات کلی نظیر نام واقعی و شماره تلفن درباره یک حساب کاربری یا کاربر (های) آن استفاده می‌شود. قالب کلی فیلد gecos لیستی از اقلام است که توسط کاما از هم جدا شده‌اند و ترتیب آنها به شرح زیر است:
- نام کامل شخص (یا نام برنامه، اگر این حساب متعلق به یک نرم‌افزار باشد)
- شماره اتاق یا شماره ساختمان
- شماره تلفن محل کار
- اطلاعات دیگر برای تماس گرفتن با فرد (نظیر پیجر، فکس و ...)

در بسیاری از سیستم‌های یونیکس این اطلاعات را می‌توان توسط کاربران معمولی و غیرممتاز، از طریق دستوری به نام chfn  و از طریق خط فرمان تغییر دارد.

## تاریخچه
در آزمایشگاه‌های بل از رایانه‌های دارای  GECOS  (به انگلیسی: General Electric Comprehensive Operating System) برای PrintSpooling و سرویس‌های دیگر استفاده می‌شد. هدف اصلی از اضافه کردن این فیلد به فایل ‎/etc/passwd، نگه‌داشتن اطلاعات ورود به سیستم برای کارهای دسته‌ای (به انگلیسی: batch jobs) بود که به سیستم GECOS ارسال می‌شد.